# Juan López Mella
Juan López Mella (Lugo, 12 de abril de 1965-Albacete, 10 de mayo de 1995) fue un expiloto de motociclismo del Campeonato del Mundo de Motociclismo entre la temporada de 1987 y 1994.

## Biografía
Emprendió su carrera motociclística practicando motocross en su ciudad natal. A los 18 años, da el salto al asfalto, debutando a nivel nacional en 1985 con una OSSA F3 250 en competiciones como el critérium Solo Moto, en el cual obtiene el segundo puesto, y la «Motociclismo Series». En 1986 se clasificó segundo en la Copa Yamaha RD 350.
En 1987 debutó en la categoría de 250 del Mundial, corriendo dos pruebas con una Yamaha sin obtener puntos; en 1988 realizó cuatro apariciones a bordo de una Honda (en dos ocasiones con el equipo de Ángel Nieto en sustitución de Carlos Cardús, sin llegar a posiciones de puntos. Al mismo tiempo, participa en varias competiciones nacionales, alcanzando el segundo lugar en la clase de Critérium 250 cm³ dos cilindros en 1987, en el Campeonato de España de Velocidad de 250 de 1988. También ese año entra en la clasificación del Campeonato Europeo de Velocidad de 250 con un noveno puesto en el Circuito de Jerez. En 1989 da el salto a 500, disputando diez Grandes Premios y consiguiendo su primer punto en un Mundial. Paralelamente participa en el europeo 500 con un podio en el Jarama.
En 1990 pasa al Campeonato Mundial de Superbikes, con una Honda RC30 en seis Grandes Premios de la temporada y acabando en zona de puntos en tres de ellas. En 1991 participa en la mayor parte de la temporada del Mundial de Superbikes, obteniendo los mejores resultados en el Circuito del Jarama cuando finaliza tercero en la primera carrera y convirtiéndose así en la mejor posición de un español hasta entonces en el Mundial de Superbikes, y un cuarto plaza en la segunda manga. En 1992 participa, siempre con la misma moto, en el fin de semana inaugural del Albacete obteniendo dos posiciones con puntos, puntuables para el campeonato europeo de la categoría. En los mismos años también participó en el campeonato nacional de superbike, que ganó en 1991 y 1992.
En 1992 vuelta a la categoría reina del Mundial, disputando algunos grandes Premios con una ROC Yamaha, sin obtener puntos. En 1993 con la misma moto disputa toda la temporada con un séptimo puesto como mejor resultato en el Barcelona y Donington con un duodécimo puesto en la clasificación general, siendo el mejor de los pilotos privados. Su participación en el Mundial de 500 prosigue en la temporada 1994, durante la cual finaliza en varias ocasiones en zona de puntos. En la última carrera del año, el GP de Europa, corre con el equipo oficial de Lucky Strike Suzuki para pilotar la Suzuki RGV500 en sustitución de Kevin Schwantz, acabando también en zona de puntos.
En 1995 comienza la temporada del Thunderbike Trophy con un cuarto puesto de la primera carrera en Circuito de Jerez. El 10 de mayo, mientras conducía por la carretera hacia el circuito de Calafat durante algunos entrenamientos para una carrera de Open Ducados, tuvo un accidente de tráfico causado por aquaplaning. Transportado por una ambulancia a Albacete, muere antes de llegar al hospital.
En su memoria en Lugo se creó un museo donde se exhiben varios trofeos y material de diversos tipos relacionados con la carrera del piloto, junto con algunas de sus motocicletas; también fue nombrado en su honor un parque para la enseñanza de la educación vial.

## Resultados en el Campeonato del Mundo
Sistema de puntuación desde 1988 hasta 1991:
| Posición | 1.º | 2.º | 3.º | 4.º | 5.º | 6.º | 7.º | 8.º | 9.º | 10.º | 11.º | 12.º | 13.º | 14.º | 15.º |
| Puntos   | 20  | 17  | 15  | 13  | 11  | 10  | 9   | 8   | 7   | 6    | 5    | 4    | 3    | 2    | 1    |

Sistema de puntuación en 1992:
| Posición | 1.º | 2.º | 3.º | 4.º | 5.º | 6.º | 7.º | 8.º | 9.º | 10.º |
| Puntos   | 20  | 15  | 12  | 10  | 8   | 6   | 4   | 3   | 2   | 1    |

Sistema de puntuación de 1993 hasta 2022:
| Posición | 1.º | 2.º | 3.º | 4.º | 5.º | 6.º | 7.º | 8.º | 9.º | 10.º | 11.º | 12.º | 13.º | 14.º | 15.º |
| Puntos   | 25  | 20  | 16  | 13  | 11  | 10  | 9   | 8   | 7   | 6    | 5    | 4    | 3    | 2    | 1    |

### Carreras por año
(Las Carreras en negrita indica pole position, las carreras en cursiva indica vuelta rápida)
| Año  | Cat.  | Equipo              | 1       | 2       | 3       | 4       | 5       | 6       | 7       | 8       | 9       | 10     | 11      | 12      | 13      | 14      | 15    | Ptos. | Pos. |
| ---- | ----- | ------------------- | ------- | ------- | ------- | ------- | ------- | ------- | ------- | ------- | ------- | ------ | ------- | ------- | ------- | ------- | ----- | ----- | ---- |
| 1987 | 250cc | Yamaha              | JAP -   | ESP Ret | ALE -   | NAC -   | AUT -   | YUG -   | NED -   | FRA -   | GBR -   | SWE -  | CHE -   | RSM -   | POR Ret | BRA -   | ARG - | 0     | -    |
| 1988 | 250cc | Honda               | JAP -   | USA -   | ESP DNQ | EXP 25  | NAC DNQ | ALE 22  | AUT -   | NED -   | BEL -   | YUG -  | FRA -   | GBR -   | SWE -   | CHE -   | BRA - | 0     | -    |
| 1989 | 500cc | Honda               | JPN -   | AUS -   | SPA 14  | NAT Ret | GER 19  | AUT Ret | YUG -   | NED Ret | BEL -   | FRA 18 | GBR Ret | SWE 15  | CZE 16  | BRA 15  |       | 4     | 40.º |
| 1992 | 500cc | ROC Yamaha          | JPN -   | AUS -   | MAL -   | SPA 19  | ITA 18  | EUR 15  | GER 12  | NED DNQ | HUN -   | FRA -  | GBR -   | BRA DNQ | RSA 13  |         |       | 0     | -    |
| 1993 | 500cc | ROC Yamaha          | AUS Ret | MAL 13  | JPN Ret | SPA 8   | AUT 13  | GER 13  | NED Ret | EUR 7   | RSM Ret | GBR 7  | CZE 14  | ITA 12  | USA 10  | FIM Ret |       | 46    | 12.º |
| 1994 | 500cc | ROC Yamaha y Suzuki | AUS 13  | MAL Ret | JPN 15  | SPA 13  | AUT Ret | GER 12  | NED Ret | ITA 10  | FRA 10  | GBR -  | CZE Ret | USA DNQ | ARG DNQ | EUR 13  |       | 26    | 16.º |

| Color     | Resultado                                                               |
| --------- | ----------------------------------------------------------------------- |
| Oro       | Ganador                                                                 |
| Plata     | 2.ª plaza                                                               |
| Bronce    | 3.ª plaza                                                               |
| Verde     | Finalizó en los puntos                                                  |
| Azul      | Finalizó sin puntos                                                     |
| Azul      | NC - No clasificado                                                     |
| Violeta   | Ret - No terminó (Carrera)                                              |
| Rojo      | DNQ - No se clasificó                                                   |
| Negro     | DSQ - Descalificado                                                     |
| Blanco    | DNS - No empezó (carrera)                                               |
| Blanco    | WD - Retirado (fin de semana)                                           |
| Blanco    | C - Carrera cancelada                                                   |
| Sin color | DNP - Inscrito pero no participó                                        |
| Sin color | INJ - Lesionado                                                         |
| Sin color | EX - Excluido                                                           |
| Estado    | Resultado                                                               |
| Negrita   | Pole position                                                           |
| Cursiva   | Vuelta rápida                                                           |
| †         | Abandona, pero clasifica al completar el porcentaje requerido para ello |